# Emmanuel Cauchy
Pour les articles homonymes, voir Cauchy.
Emmanuel Cauchy, né le 21 février 1960 au Petit-Quevilly (Seine-Maritime) et mort le 2 avril 2018 à Chamonix-Mont-Blanc (Haute-Savoie), est un médecin urgentiste français spécialisé en médecine de montagne.

## Biographie
Emmanuel Cauchy est né le 21 février 1960 au Petit-Quevilly. Il étudie à la faculté de médecine de Rouen et il fait son premier stage d'interne à l'hôpital d'Évian-les-Bains.
Il fait son service à l'école militaire de haute montagne (EMHM) en tant que médecin aspirant. Lors de son service, il a l'opportunité d'assurer ses premières gardes de secours en montagne avec le Peloton de gendarmerie de haute montagne (PGHM). Il intègre le service d'urgence de l'hôpital de Chamonix en tant que médecin urgentiste.
Durant ses années de sauvetages, il écrit trois ouvrages.
Il meurt le 2 avril 2018 à Chamonix-Mont-Blanc
« il n'était pas seul à remonter un couloir sous la pointe Alphonse Favre dans le massif des aiguilles Rouges (Haute-Savoie), proche de Chamonix, quand l’avalanche s’est déclenchée à plus de 2 500 mètres d’altitude. La coulée a balayé le médecin ainsi qu’une quinzaine d’autres personnes. Une poignée d’entre elles ont été blessées et hospitalisées à Sallanches ; Emmanuel Cauchy, lui, y a perdu la vie. » raconte un article du quotidien Le Monde publié le 4 avril 2018.

### La médecine de montagne
Médecin urgentiste, Emmanuel Cauchy est aussi connu pour son activité dans l'alpinisme, il est d’ailleurs guide de haute montagne. Il est également spécialiste du secours en montagne et des pathologies du froid.
Son intérêt pour la médecine de montagne lui a valu le surnom de Docteur Vertical, pseudo avec lequel il a signé de nombreuses chroniques pour le magazine d’escalade Vertical.

Il est également un des membres fondateurs de l'institut de formation et de recherche en médecine de montagne (IFREMMONT) et le créateur de la société de télémédecine en montagne ALTIDOC.
 
Il a également consacré sa vie à faire progresser le traitement de la gelure, publiant dans le New England Journal of Medicine le premier traitement curatif par iloprost qui fait actuellement référence ce qui lui a valu de recevoir, en 2017, le Research Award de la Wilderness Medical Society. Il est fondateur de la centrale d'appel pour les montagnards SOS-MAM et du registre international des gelures SOS-GELURE.
Le 2 avril 2018, Emmanuel Cauchy est emporté et meurt dans une avalanche alors qu’il évolue dans le massif des Aiguilles Rouges à Chamonix avec un groupe de randonneurs à ski.

### Expéditions
Emmanuel Cauchy a également participé à de nombreuses expéditions à la fois sportives et scientifiques. Elles ont été l’occasion de signer de nombreuses ascensions et expéditions et de tester de nouvelles techniques de secours en montagne : l'ascension du sommet Sud de l'Everest sans oxygène en 1991, l'ascension simulée de l'Everest dans le caisson hypobare de la COMEX en 1997, la première traversée intégrale du Mont Ross aux Îles Kerguelen avec l'alpiniste Lionel Daudet en 2006 et la première traversée intégrale longitudinale de la Géorgie du Sud avec la navigatrice Isabelle Autissier en 2007.

## Ouvrages
- Petit manuel de médecine de montagne, Grenoble, Éditions Glénat Livres, mai 2007, 144 p.  (ISBN 9782723458955)
- Docteur Vertical : mille et un secours en montagne, Grenoble, Éditions Glénat Livres, juin 2005, 384 p.  (ISBN 9782723444262)
- Médecin d'expé : survie au sommet, Grenoble, Éditions Glénat Livres, mars 2009, 311 p.  (ISBN 9782723468572)